# خاسميرو ديوب
خاسميرو ديوب (بالفرنسية: Khassimirou Diop)‏ (28 ديسمبر 1986 بداكار في السنغال - ) هو لاعب كرة قدم سنغالي في مركز الوسط. لعب مع نادي بايون ونادي نانت وUSJA Carquefou ‏ واتحاد مكابي باريس متروبول ‏.

## روابط خارجية
- خاسميرو ديوب على موقع رابطة كرة القدم الفرنسية للمحترفين (الإنجليزية)
- خاسميرو ديوب على موقع قاعدة بيانات كرة القدم.إي يو (الإنجليزية)
- خاسميرو ديوب على موقع Soccerway.com (الإنجليزية)
- خاسميرو ديوب على موقع عالم كرة القدم.نت (الإنجليزية)